# Петергофская улица (Санкт-Петербург)
Петерго́фская улица — улица в Петроградском районе Санкт-Петербурга. Улица расположена на Петроградском острове и проходит от Пионерской до Малой Зелениной улицы.

## История
Улица получила своё название 20 января 1858 года. До этого называлась 4-й Спасской улицей. C 1952 года до начала XXI века[уточнить] называлась Петродворцовой улицей.

## Пересечения и примыкания
- Пионерская улица
- Средняя Колтовская улица
- Малая Зеленина улица